# Zhang Changning
Dans ce nom chinois, le nom de famille, Zhang, précède le nom personnel.
Pour les articles homonymes, voir Zhang.
Zhang Changning (chinois traditionnel : 張常寧, chinois simplifié : 张常宁), est une joueuse chinoise de volley-ball et de beach-volley née le 6 novembre 1995 à Changzhou, dans le Jiangsu. Elle a remporté avec l'équipe de Chine le tournoi féminin aux Jeux olympiques d'été de 2016 à Rio de Janeiro.
Elle est médaillée d'argent aux Championnats d'Asie de beach-volley en 2011 avec Ma Yuanyuan.